# George Lazăr (revistă)
George Lazăr a fost o revistă culturală publicată în Bârlad. Revista a fost înființată la 15 aprilie 1887 de Solomon Haliță. Comitetul editorial i-a inclus pe G. Constantinescu Râmniceanu, Gheorghe Ghibănescu, Gavril Onișor, V. G. Diaconescu și L. Apostolescu.
Obiectivul principal al revistei a fost de a acoperi subiecte de interes pentru cadrele didactice. Cu toate acestea, pe lângă pedagogie, revista a prezentat și articole legate de literatură, știință și cultură. Numele revistei îl evocă pe Gheorghe Lazăr, fondatorul primei școli în limba română din București. Revista a promovat naționalismul lui Simion Bărnuțiu în timp ce a fost profesor la Universitatea din Iași.
Activitatea didactică și pedagogică a fost continuată la Bârlad de către revista Tribuna pedagogică (din 1922 până în 1923) și de către revista "Îndrumări pedagogice" (din 1931 până în 1939).